# Assemblée législative de l'Île de Vancouver
Aucune Conseil législatif de la Colombie-Britannique (en)
L'Assemblée législative de l'Île de Vancouver (Legislative Assembly of Vancouver Island en anglais) était le parlement élu pour représenter les électeurs de la colonie de l'Île de Vancouver. Elle a été créée en 1856 à la suite d'une série de pétitions envoyées au bureau des Colonies à Londres protestant contre le contrôle de la Compagnie de la Baie d'Hudson sur la colonie. Il s'agit de la première assemblée élue au sein de l'Amérique du Nord britannique à l'ouest de l'Ontario.

## Élections générales
- Élections législatives vancouveroises de 1856
- Élections législatives vancouveroises de 1860
- Élections législatives vancouveroises de 1863

## Annexe